# Büchslen

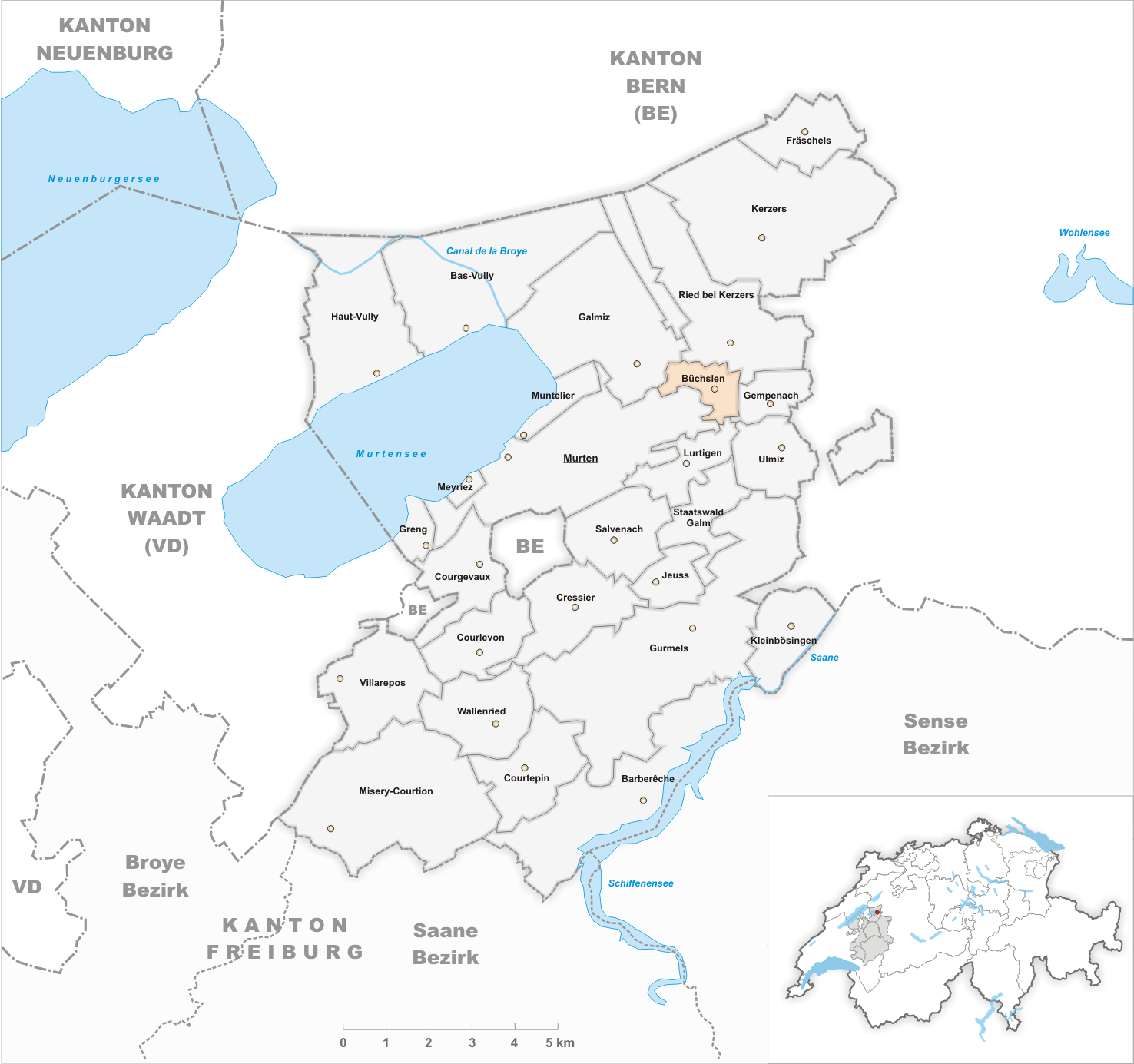
Gemeindestand vor der Fusion am 1. Januar 2013

Büchslen war bis am 31. Dezember 2012 eine politische Gemeinde im Seebezirk (französisch: District du Lac) des Kantons Freiburg in der Schweiz. Der französische Name der Gemeinde ist Buchillon. Per 1. Januar 2013 wurde Büchslen mit der Stadt Murten zur Gemeinde Murten fusioniert.

## Geographie
Büchslen liegt auf 512 m ü. M., fünf Kilometer ostnordöstlich des Bezirkshauptortes Murten (Luftlinie). Das Bauerndorf erstreckt sich auf einem breiten Sattel östlich des Waldes Murtenholz, auf der Höhe südlich des Grossen Mooses, im nördlichen Freiburger Mittelland.
Die Fläche des 1,6 km² grossen ehemaligen Gemeindegebiets umfasst einen Abschnitt der Molassehöhen zwischen dem Grossen Moos im Nordwesten und dem Saanetal im Osten. Der zentrale Teil wird vom Sattel von Büchslen eingenommen, der zwischen der Höhe des Murtenholzes und dem Bruyerenholz (mit 548 m ü. M. der höchste Punkt der ehemaligen Gemeinde) liegt. Nach Nordwesten erstreckt sich der ehemalige Gemeindeboden in das Einzugsgebiet des Dorfbachs von Galmiz bis zum Ruefholz. Im Südosten reicht das Gebiet auf das Plateau des Bodenachers (507 m ü. M.). Von der ehemaligen Gemeindefläche entfielen 1997 9 % auf Siedlungen, 13 % auf Wald und Gehölze und 78 % auf Landwirtschaft.
Zu Büchslen gehören einige Einzelhöfe. Nachbargemeinden von Büchslen waren Galmiz, Ried bei Kerzers, Gempenach, Lurtigen und Murten.

## Bevölkerung
Mit 171 Einwohnern (Stand 31. Dezember 2012) gehörte Büchslen zu den kleinen Gemeinden des Kantons Freiburg. Die Bevölkerungszahl von Büchslen belief sich 1850 auf 191 Einwohner, 1900 auf 164 Einwohner. Im Verlauf des 20. Jahrhunderts pendelte die Bevölkerungszahl im Bereich zwischen 100 und 150 Einwohnern. Erst seit 1970 (102 Einwohner) wurde wieder ein deutliches Bevölkerungswachstum verzeichnet.
Einwohnerzahlen: Volkszählungsdaten

### Sprachen
Von den Bewohnern sind 96,8 % deutschsprachig, 2,0 % französischsprachig, und 1,3 % sprechen Italienisch (Stand 2000). Damit ist Büchslen heute fast ausschliesslich deutschsprachig. Verschiedene Flurnamen (z. B. Bruyerenholz) lassen aber auf eine frühere französischsprachige Bevölkerung schliessen, die vermutlich noch im 17. Jahrhundert die Mehrheit der Einwohner stellte.

## Wirtschaft
Büchslen war bis in die zweite Hälfte des 20. Jahrhunderts ein vorwiegend durch die Landwirtschaft geprägtes Dorf. Noch heute haben der Ackerbau, der Obstbau und die Viehzucht einen wichtigen Stellenwert in der Erwerbsstruktur der Bevölkerung. Weitere Arbeitsplätze sind im lokalen Kleingewerbe und im Dienstleistungssektor vorhanden. In den letzten Jahrzehnten hat sich das Dorf auch zu einer Wohngemeinde entwickelt. Viele Erwerbstätige sind deshalb Wegpendler, die hauptsächlich in den Regionen Murten und Kerzers sowie im Raum Bern arbeiten.

## Verkehr
Die ehemalige Gemeinde ist verkehrsmässig recht gut erschlossen. Sie liegt an der Hauptstrasse 1 von Bern nach Lausanne. Der nächste Anschluss an die Autobahn A1 (Bern-Lausanne) befindet sich rund 3 km vom Ortskern entfernt. Büchslen ist von Montag bis Freitag durch eine Buslinie der Freiburgischen Verkehrsbetriebe, die zwischen den Bahnhöfen von Murten und Gümmenen verkehrt, an das Netz des öffentlichen Verkehrs angebunden.

## Geschichte
Die erste urkundliche Erwähnung des Ortes erfolgte im Jahr 961 unter dem Namen Buoch. Später erschienen die romanischen Bezeichnungen Buschillion (1339) und Buchillon (1453). Seit dem 18. Jahrhundert ist der heutige Name sowie Bichslen überliefert. Der Ortsname geht auf das althochdeutsche Wort buchha (Buche) zurück.
Seit dem 12. Jahrhundert war Büchslen im Besitz des Priorats Payerne. Später gelangte es an die Herrschaft Murten. Ab 1484 unterstand Büchslen der von den Ständen Bern und Freiburg gemeinsam verwalteten Landvogtei Murten. Nach dem Zusammenbruch des Ancien Régime (1798) kam das Dorf an den Kanton Freiburg. Während der Helvetik und der darauf folgenden Zeit gehörte es zum Distrikt Murten, bevor es 1848 mit der neuen Kantonsverfassung in den Seebezirk eingegliedert wurde. Erst 1831 wurde Büchslen eine politisch selbständige Gemeinde.

## Sehenswürdigkeiten
Das Schulhaus von Büchslen wurde zu Beginn des 19. Jahrhunderts erbaut. Büchslen besitzt keine eigene Kirche; es gehört zur Pfarrei Ferenbalm im Kanton Bern.

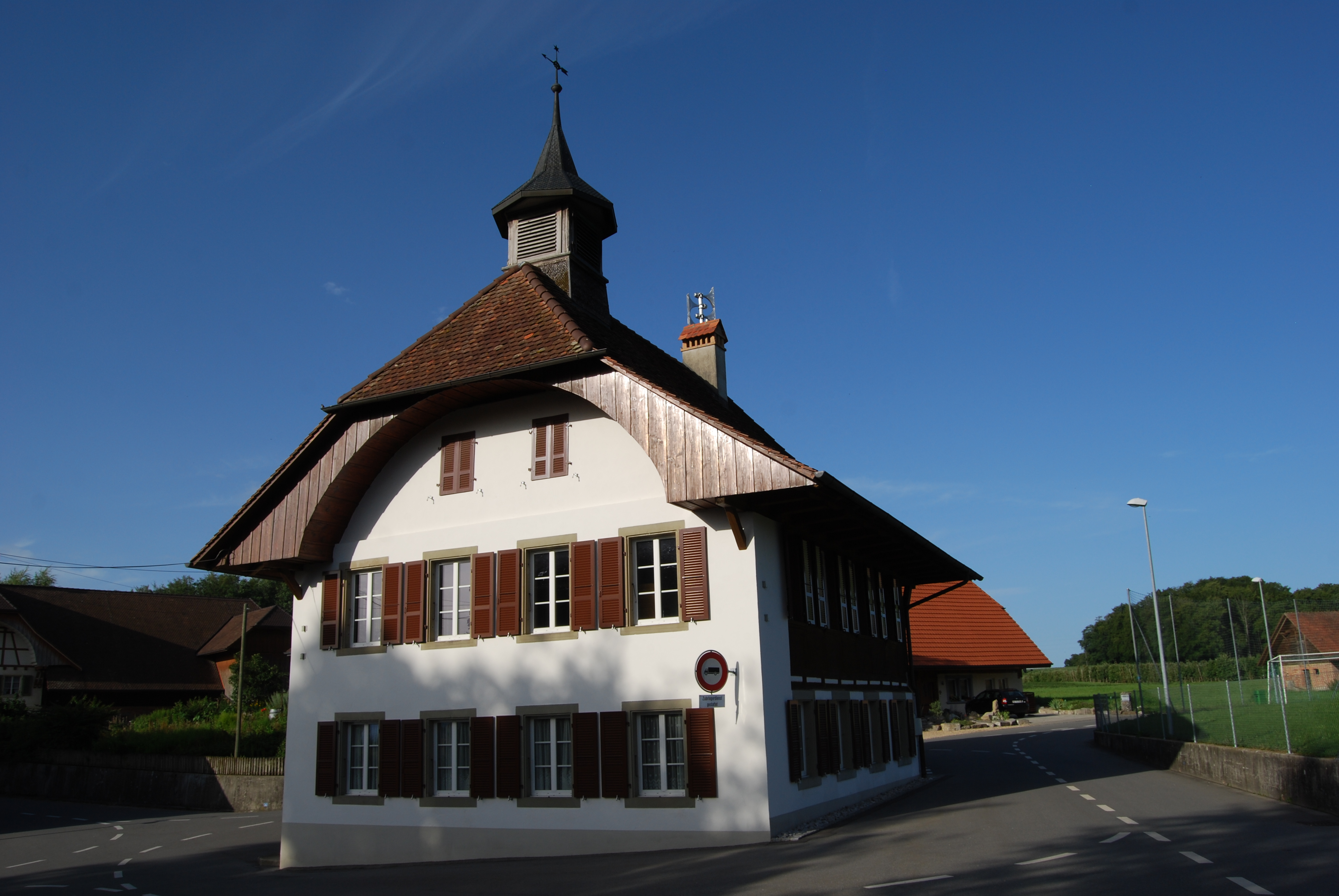
Schul- und Gemeindehaus Büchslen
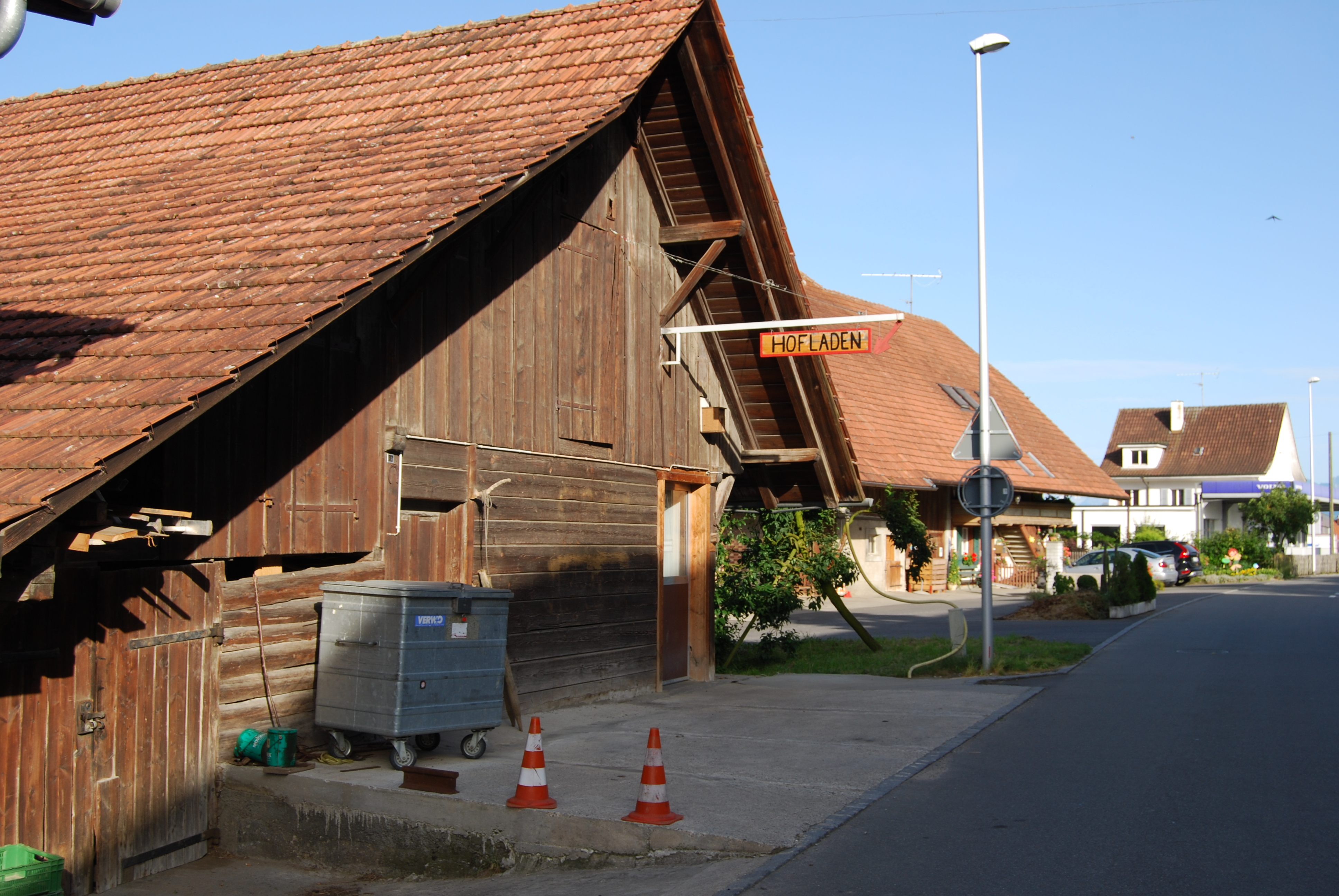
Dorfstrasse
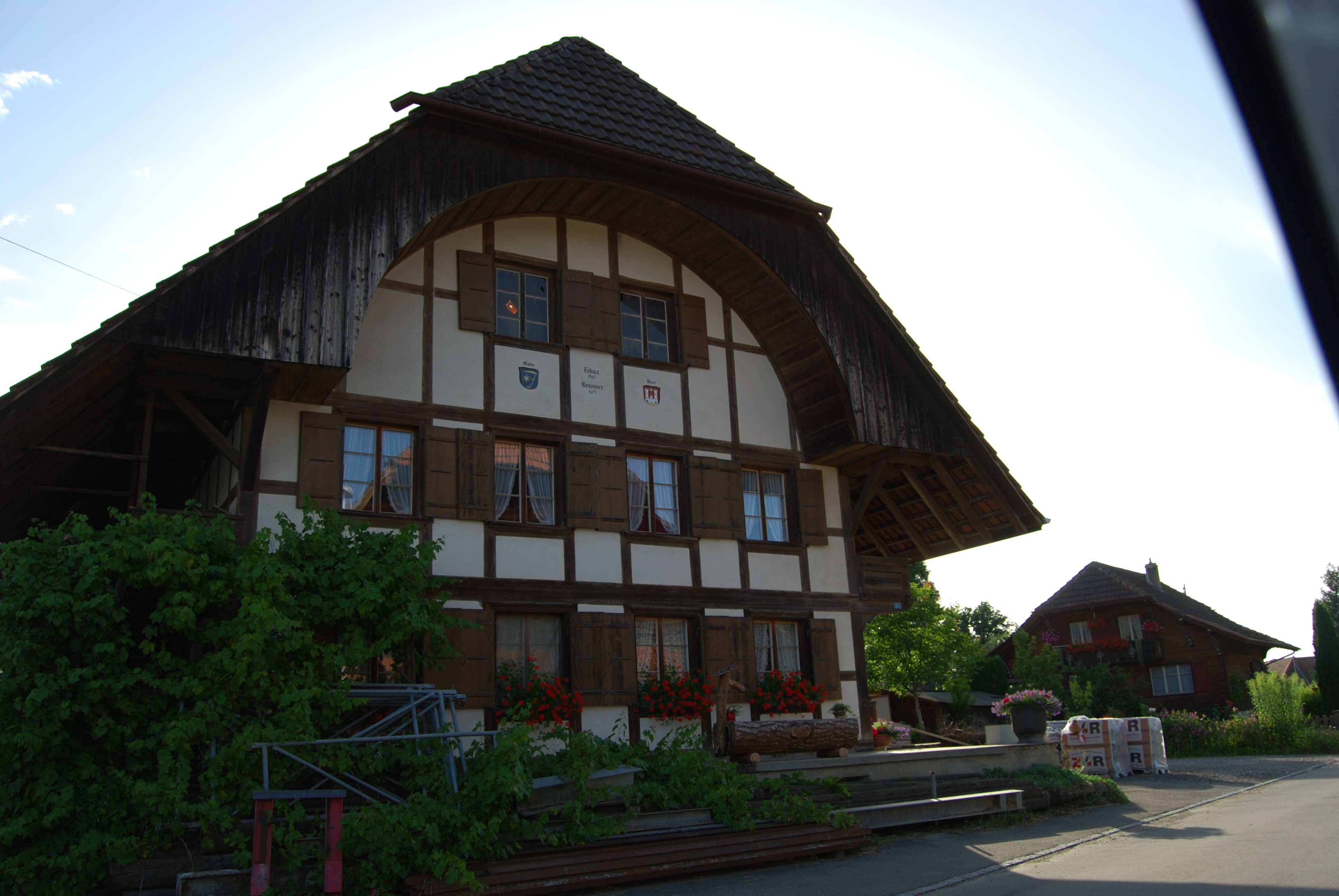
Fachwerkhaus im Dorfzentrum
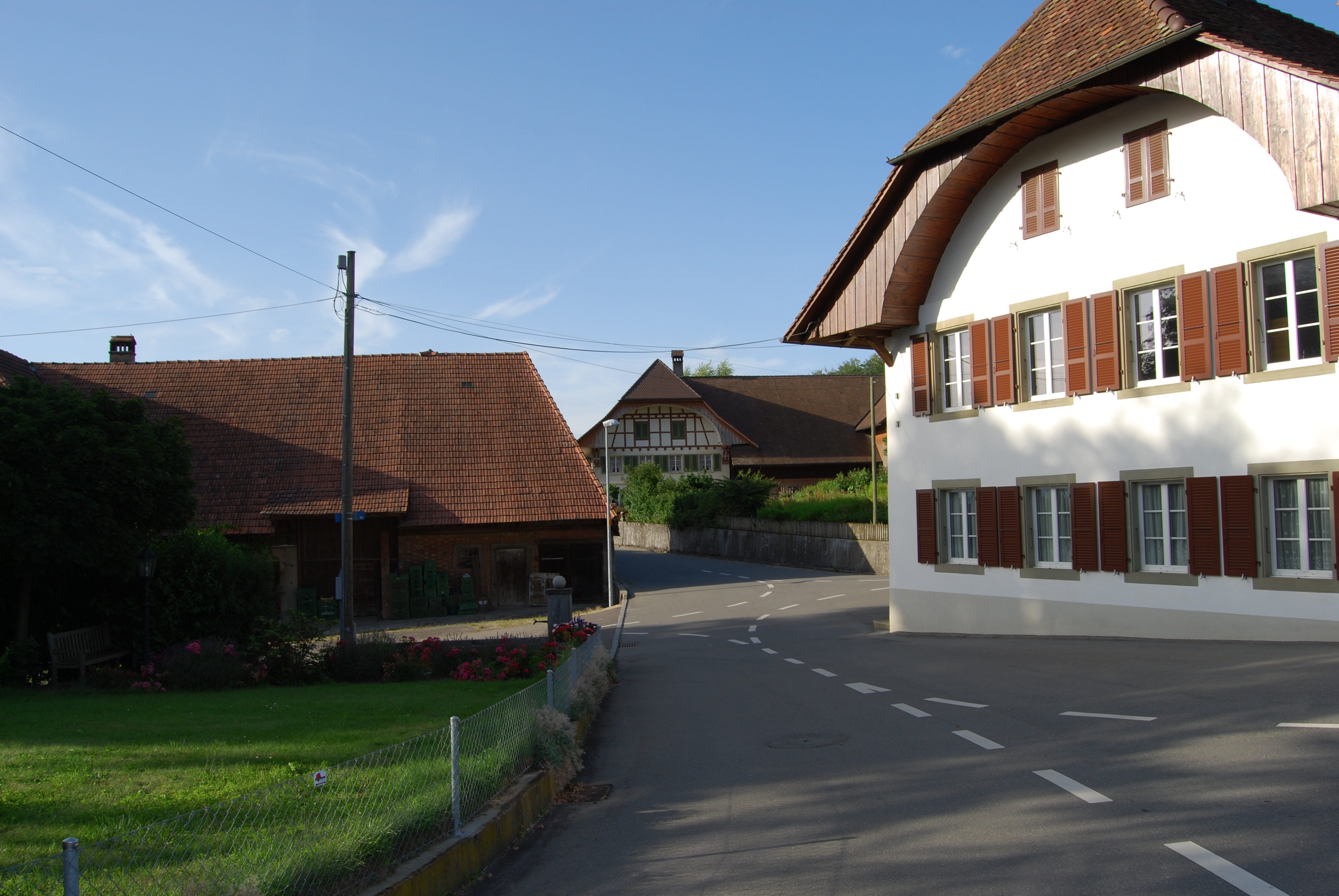
Strasse im Dorfzentrum